# موتر متري
| {\displaystyle {\begin{pmatrix}g_{00}&g_{01}&g_{02}&g_{03}\\g_{10}&g_{11}&g_{12}&g_{13}\\g_{20}&g_{21}&g_{22}&g_{23}\\g_{30}&g_{31}&g_{32}&g_{33}\\\end{pmatrix}}} |
| التنسور المتري للزمكان في النسبية العامة، تمت كتابته بصورة مصفوفة                                                                                                  |

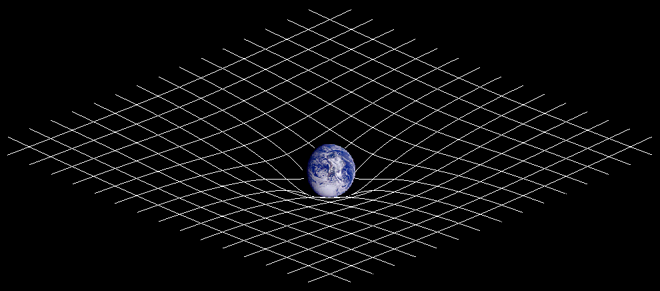

في النسبية العامة، يعد الموتر المتري (أو التنسور المتري أو ببساطة المترية) الكائن الأساسي في الدراسة. يمكن اعتباره بصورة عمومية رخوة على أنه كمون جذبوي معلوم من جاذبية نيوتن. يتضمن التنسور كل الهندسة الفراغية و البنية السببية من الزمكان، المستخدمة في تعريفات مثل المسافة، الحجم، الانحناء، الزاوية، المستقبل، والماضي.
العلامات والاصطلاحات: في هذا المقال نتناول البصمة المترية والتي تكون غالباً موجبة (− + + +); طالع اصطلاح العلامة. جرت العادة في النسبية، يتم اعتماد وحدات حيث تكون سرعة الضوء c = 1. سيبقى ثابت الجذب العام G سيبقى مصرحا به. اصطلاح الجمع، سيتم توظيفه حيثما تكررت عمليات جمع الفهرسة.

## تعريف
يمثل الزمكان رياضياتياً بمتعدد شعب تفاضلي رباعي الأبعاد M ويعطى المتري على أنه متباين، الرتبة الثانية، موتر متماثل على M، اصطلاحاً نرمز له بـ g. بالإضافة فإن المترية مطلوبة لكي تصبح غير منحل بتوقيع (-+++). عديد الشعب M المزود بمترية كهاته يدعى متعدد شعب لورنتزي.
بصورة أوضح، المترية هي نموذج خطي ثنائي متماثل على كل فضاء مماس من M والتي تتغير بطريقة ناعمة (أو تفاضلية) من نقطة لأخرى. إذا أعطينا متجهين مماسيين u و v عند نقطة x في M، يمكن تقدير المترية على u وv للحصول على عدد حقيقي:
{\displaystyle g_{x}(u,v)=g_{x}(v,u)\in \mathbb {R} .}
يمكن فهم هذا على أنه تعميم للضرب القياسي في الفضاء الإقليدي المعروف. هذا التشبيه ليس دقيقاً مع ذلك. على خلاف الفضاء الإقليدي — حيث يكون الضرب موجب جازم — تعطي المترية كل فضاء مماس بنية فضاء مينكوفسكي.